# Шаровечківська сільська громада
Шаровечківська сільська об'єднана територіальна громада — колишня об'єднана територіальна громада в Україні, у Хмельницькому районі Хмельницької області. Адміністративний центр — село Шаровечка.
Площа громади — 46,78 км², населення — 4322 мешканці (2018).
Утворена 26 жовтня 2017 року шляхом об'єднання Малашовецької та Шаровечківської сільських рад Хмельницького району.
29 квітня 2020 року Кабінет Міністрів України затвердив перспективний план формування територій громад Хмельницької області, в якому Шаровечківська ОТГ відсутня, а Малашовецька та Шаровечківська сільські ради включені до Хмельницької ОТГ..
12 червня 2020 року Малашовецька та Шаровечківська сільські ради включені до Хмельницької ОТГ.

## Населені пункти
До складу громади входять 4 села:
| Село      | Населення (2017) |
| --------- | ---------------- |
| Шаровечка | 2262             |
| Мацьківці | 1033             |
| Малашівці | 561              |
| Волиця    | 448              |